# Okelis
Okelis fou un port de la costa de la mar Roja, proper a l'estret de Bab al-Màndeb, que es creu que correspon al modern Shaykh Said prop del Khawr Ghurayra. A les inscripcions clàssiques s'esmenta com Okelis o Ocelis o Acila i a les sudaràbigues com Maddaban (que podria haver donat nom a l'estret de Mandeb). El 1835 el lloc fou visitat per J. R. Wellsted que no hi va veure rastre d'establiments antics.
Estrabó (Geografia XVI, 4, 5) esmenta el lloc de passada, com a marca i senyal topogràfica però hauria basat les seves informacions sobre Aràbia en fonts hel·lenístiques com Erastòtenes, Agatàrquides i Artemidor i en el relat d'Eli Gal, i sembla que el relat estaria d'acord per tant en dades del segle i aC. Artemidor diu que el promontori d'Acila avança per trobar el cap Dire. Plini el Vell (Historia Natural, VI, 26, 9) qualifica el lloc de portus, sense dir si és un moll o un port comercial, a trenta dies de navegació de Berenice a la costa egípcia, i diu que era un punt de sortida favorable pels que anaven a l'Índia, ja que mercès al vent Hippale (el monsó) s'arribava al port de Muziris, primer mercat de l'Índia, en 40 dies; Plini el considera més important que Muza (Mokha). L'autor anònim del Periplus diu que "passat Muza, la terra d'Aràbia i el país de Barbària a l'altre costat de la mar a la proximitat d'Avalites, l'aigua forma un estret no molt llarg que tanca les seves aigües en un estret passatge; al mig del canal hi ha l'illa Diodoros (Perim); en aquest estret està Okelis, una població àrab que pertany a la província de Mapharitis (Maafir); no és un port comercial (empori) sinó un moll (hormos) i estació marítima (lloc d'avituallament), i la primera etapa dels que surten a navegar a l'Índia". Claudi Ptolemeu al segle ii (amb dades del segle i) qualifica no obstant a Okelis d'empori.
No torna a ser esmentat abans del segle vi quan les fonts sudaràbigues esmenten Maddaban tres vegades. Dues d'elles diuen que el rei, en l'expedició contra Makhwan el 523, va reforçar la cadena de Maddaban; la tercera diu que va fortificar la cadena de Maddaban. Sempre fa referència a un acte en relació al conflicte amb els etíops. La cadena és esmentada per altres fonts històriques (Ibn al-Mujawir al segle xiii al Tarikh al-Mustabsir, que situa la cadena al nivell de l'Estret de Bab al-Màndeb; i al "Martiri de Sant Aretes" sota forma d'una cadena real barrant l'entrada d'una llacuna que mesurava 370 metres).
Hi ha tres llocs possibles per Okelis segons va demostrar A. F. L. Beeston Okelis o Maddaban només podia estar a tres llocs: Khawr al Ghayl, Khawr Ghurayra i Khawr Umayra, i la segona (al costat del poble de Saykh Said) era la més probable i l'única que té una llacuna de la que l'entrada pot ser barrada totalment per una cadena d'uns 370 metres. El rei himiarita hauria volgut reforçar els pocs punts de la costa sense esculls on podia desembarcar una expedició axumita, que són Khawr Ghurayra, amb una cadena, i Mukhwan, amb una defensa organitzada; el tercer lloc, Khawr al-Ghayl, al sud de Ghulayfiqa, és el lloc on va dirigir el seu exèrcit quan els axumites van desembarcar. D'aquestes mencions del segle vi no se sap si el port continuava existint i funcionant.